# Landschaftsschutzgebiet Rittergutspark Destedt
Das Landschaftsschutzgebiet Rittergutspark Destedt, auch Schlosspark Destedt genannt, erstreckt sich über eine Fläche von 6,2 Hektar. Es befindet sich am Rande des niedersächsischen Orts Destedt am Schloss Destedt. Der Schlosspark wurde mehrfach in der Vergangenheit als Landschaftsschutzgebiet ausgewiesen, zuletzt im Jahr 1970 durch den Landkreis Wolfenbüttel. Der Park wird „als eines der ersten erhaltenen Gesamtgartenkunstwerke der deutschen Landschaftsparkbewegung“ angesehen.

## Geschichte
Johann Friedrich von Veltheim (1731–1800) plante, nachdem er Margarethe von Münchhausen aus Schwöbber geheiratet hatte, die vorhandene, kleine nach französischem Muster gebaute Gartenanlage zu erweitern. Mit der Gestaltung der Anlage begann er im Jahr 1768. Dabei entstand eine Gartenanlage, weniger nach englischen als nach deutschen Vorstellungen. Maßgeblichen Anteil an der Gartengestaltung hatte der Gärtner Lenke aus Schwöbber.
Ein aus dem Jahr 1772 vorliegender Plan belegt, dass der Park einer der ersten Landschaftsparks in Deutschland ist, der nach einer systematischen Konzeption gestaltet wurde. Um den Park zu erweitern, wurden mehrere östlich des Schlosses liegende Grundstücke erworben. Dies dauerte bis ins Jahr 1793. Um den Park zu gestalten, wurden Setzlinge und Samen aus Übersee importiert und in Destedt kultiviert.

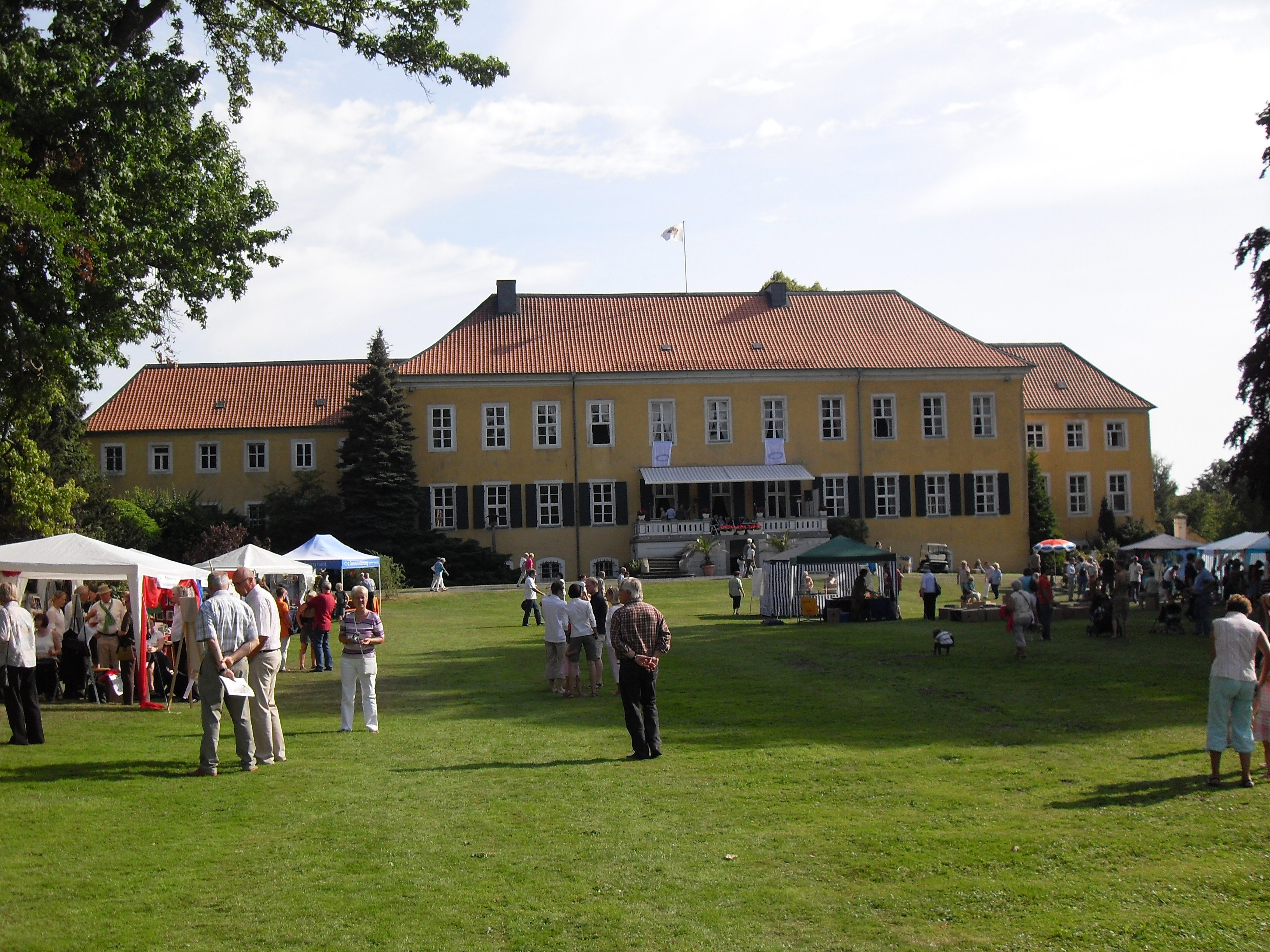
Probsteifest vor der Nordfassade des Schlosses in 2009

Bereits 1935 wurde der Park durch das Reichsnaturschutzgesetz zum Landschaftsschutzgebiet erklärt. Nach dem Zweiten Weltkrieg wurde der Gutspark am 7. März 1955 durch den Landkreis Braunschweig zum Landschaftsschutzgebiet erklärt, der 1974 aufgelöst wurde. 1970 erfolgte die Aufnahme in die Liste der Landschaftsschutzgebiete durch den Landkreis Wolfenbüttel (LSG WF 25).
Bis ins Jahr 1990 fanden auf dem Gelände des Parks große Reitturniere statt.
Im Park finden auch Feste statt, wie beispielsweise im August 2009 das Probsteifest.
Im August 2013 fand im Park des Rittergutes das erste Festival der Veranstaltungsreihe „Jazz im Park“ statt, eine jährlich in einem anderen Park im Raum Braunschweig stattfindende Veranstaltung der Braunschweigischen Landschaft und der Stiftung Braunschweigischer Kulturbesitz.

## Konzeption des Parks
Der Landschaftsschutzpark erstreckt sich in Ost-West-Richtung vor der Nordfassade des Schlosses Destedt. Betreten werden kann das Parkgelände über die sogenannte „Chinesische Brücke“, die an einem Teich mit einer Wasserfontäne liegt. An dieser Brücke mündet ein Bach, der den Teich speist. Durch den Gutspark führen zahlreiche Wege, die Namen führen. Auf den Wegen ermöglichen sich Blicke auf Grasflächen, die von Bäumen begrenzt sind. Im Park öffnen sich immer wieder Sichtachsen, die einen Blick auf den Harz, Elm und bis nach Braunschweig eröffnen.

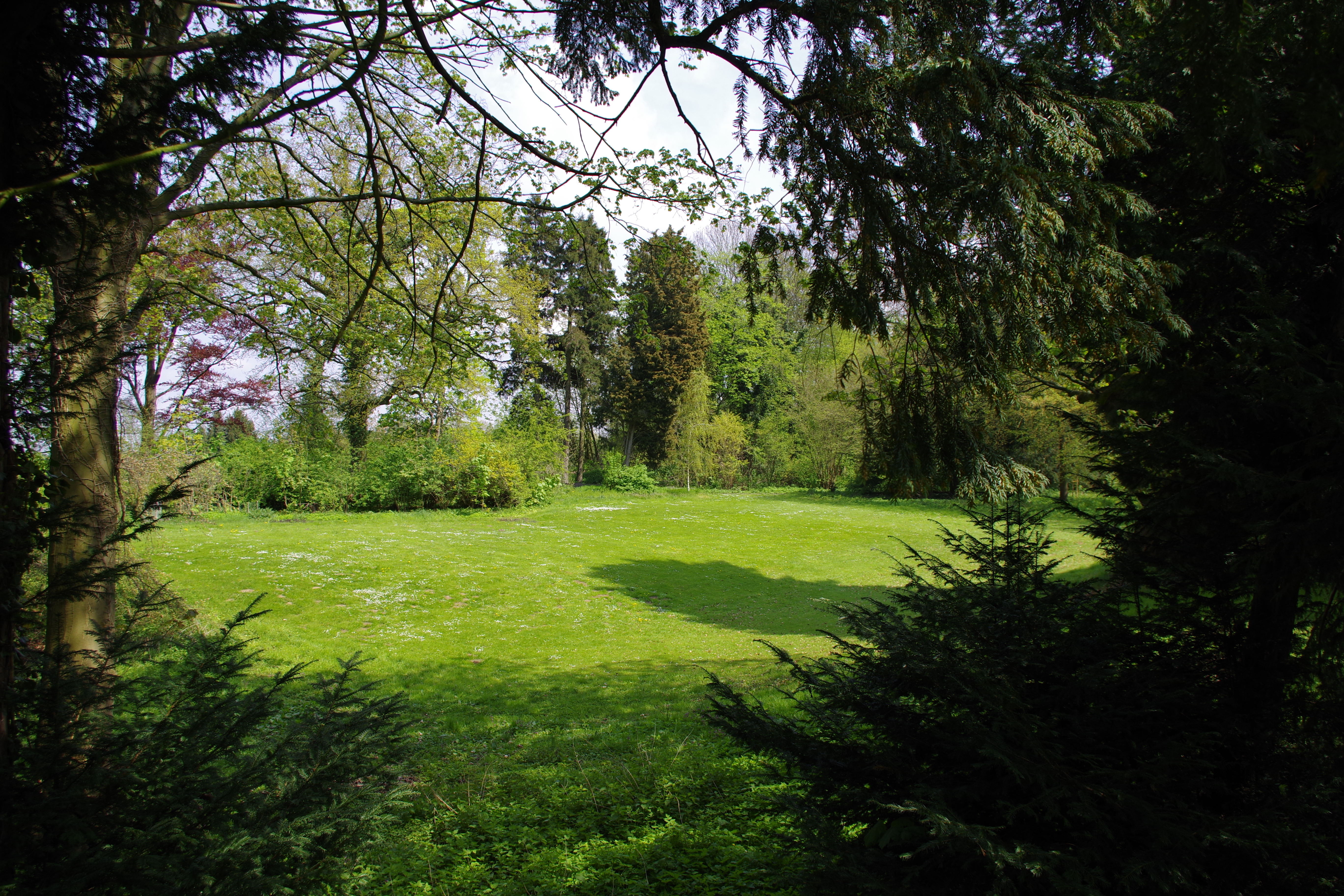
Öffnende Sichtachsen im Park
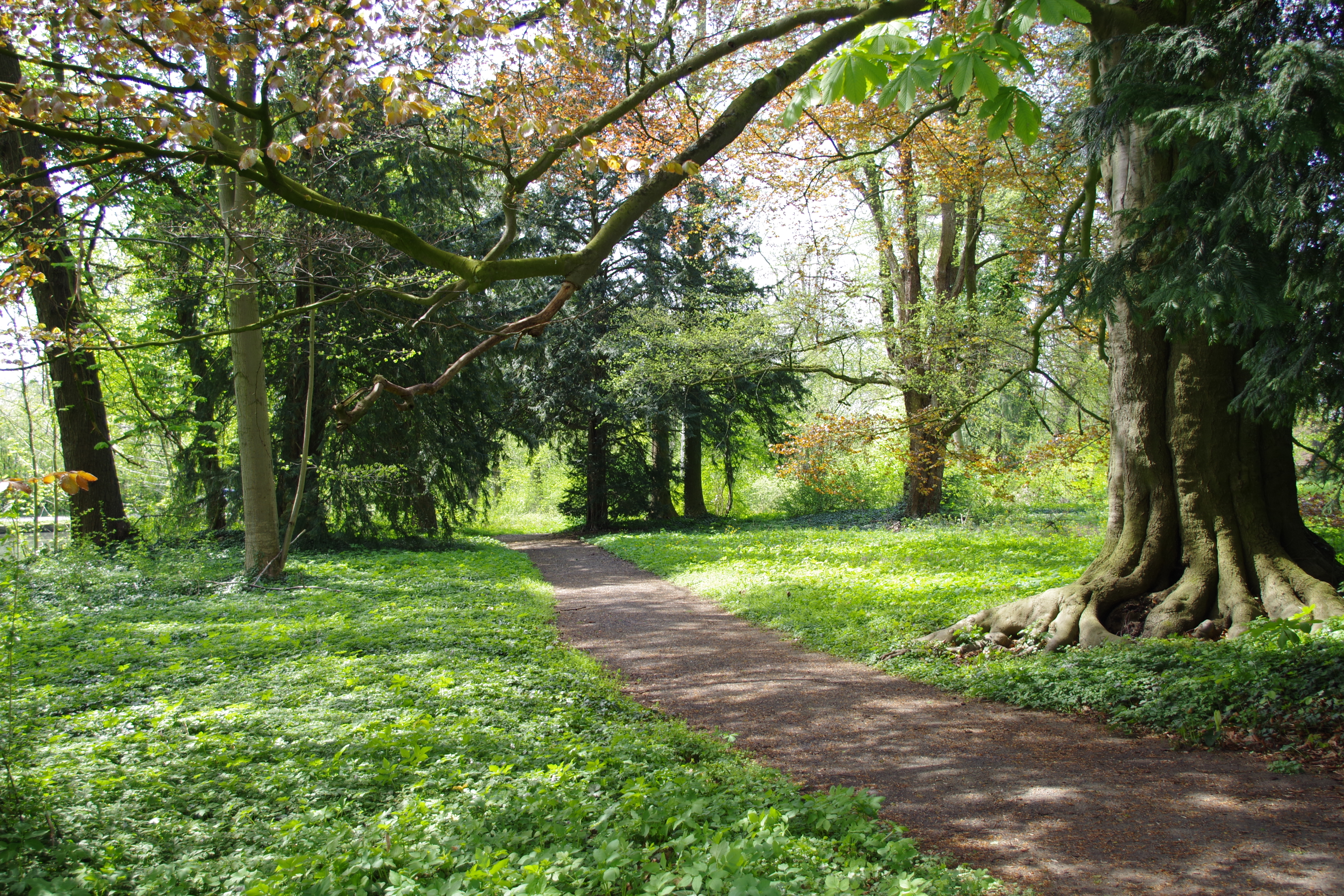
Wege und Grasflächen im Park
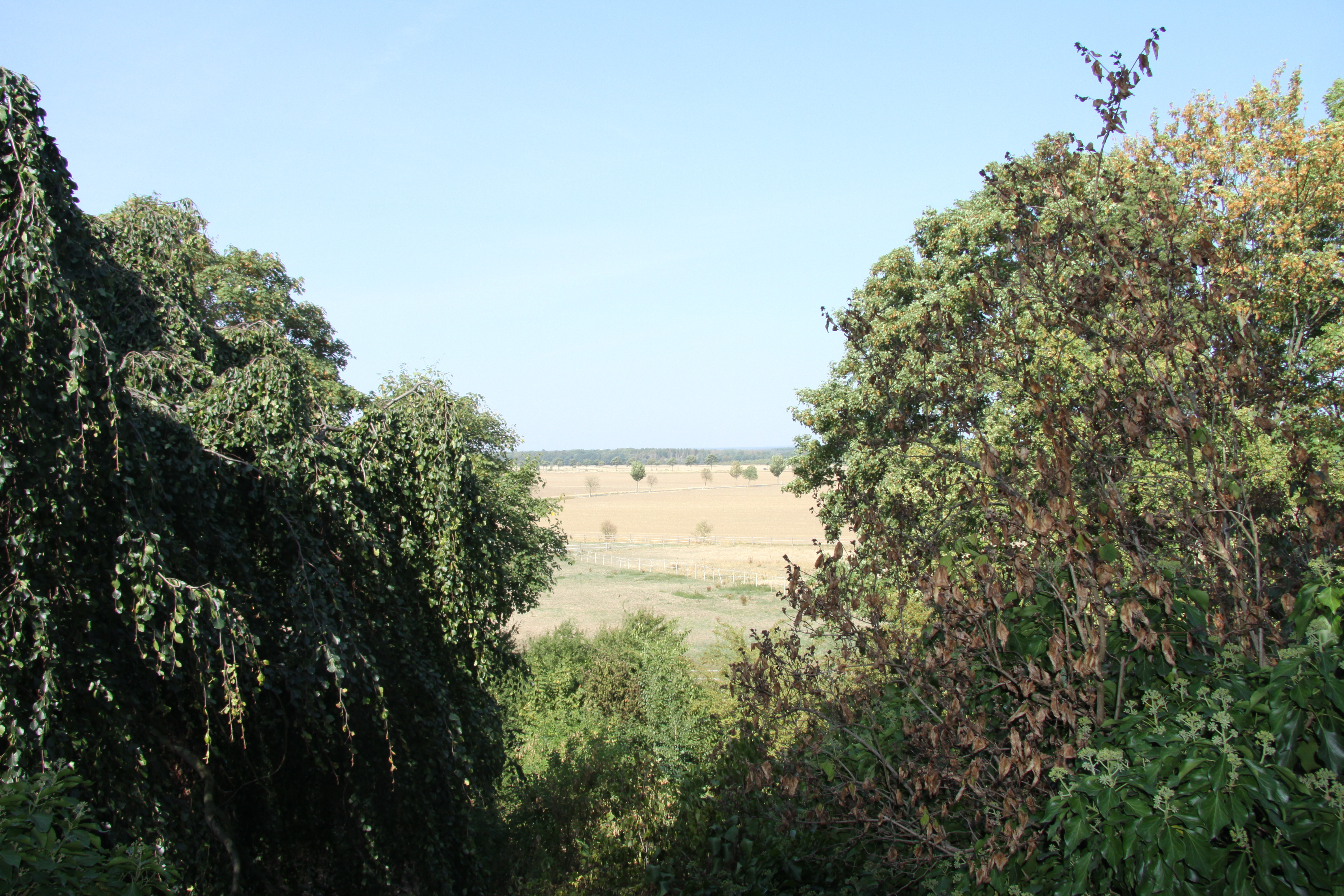
Blickachse vom Pflaumenberg im Park
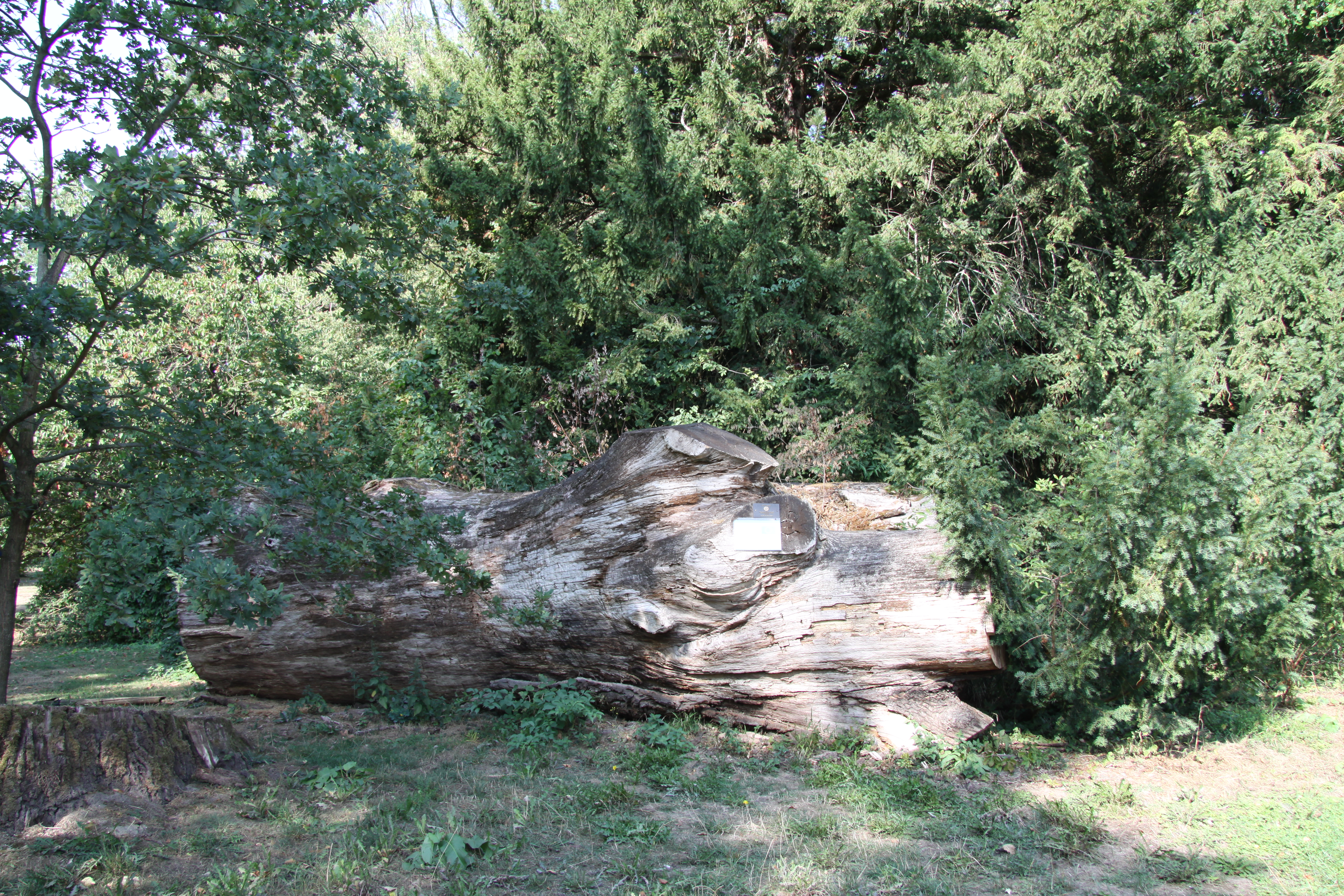
Eichenstamm mit einem Durchmesser von ca. 2 Meter, gefällt 2008 vom Sturm Kyrill

Kennzeichnend für den Park sind sein Reichtum an hohen Bäumen, von denen viele eine Höhe von über 40 Meter erreichen. In ihm wurden zahlreiche ausländische Gehölze gepflanzt, darunter ein hoher Anteil von amerikanischen Bäumen. Es gibt beispielsweise Ginkgos, Tulpen- und Mammutbäume, Blutbuchen, Platanen, Eichen und Linden. Im Rittergutspark wächst der einzig blühende Dreilappige Papau (Indianerbanane genannt) nördlich der Alpen und einer der größten Ginkgobäume in der Region Braunschweig. In einem Baumführer sind 150 Bäume verzeichnet. Davon sollen die Hälfte amerikanischen Ursprungs sein. An den Bäumen sind teilweise Nummern angebracht, die mit einem Baumführer korrespondieren, der in der Gutsverwaltung gegen ein geringes Entgelt erworben werden kann.
Heute (2018) dient der Park Erholungssuchenden aus der Umgebung und das Palmenhaus im Park Feiern und Hochzeiten.

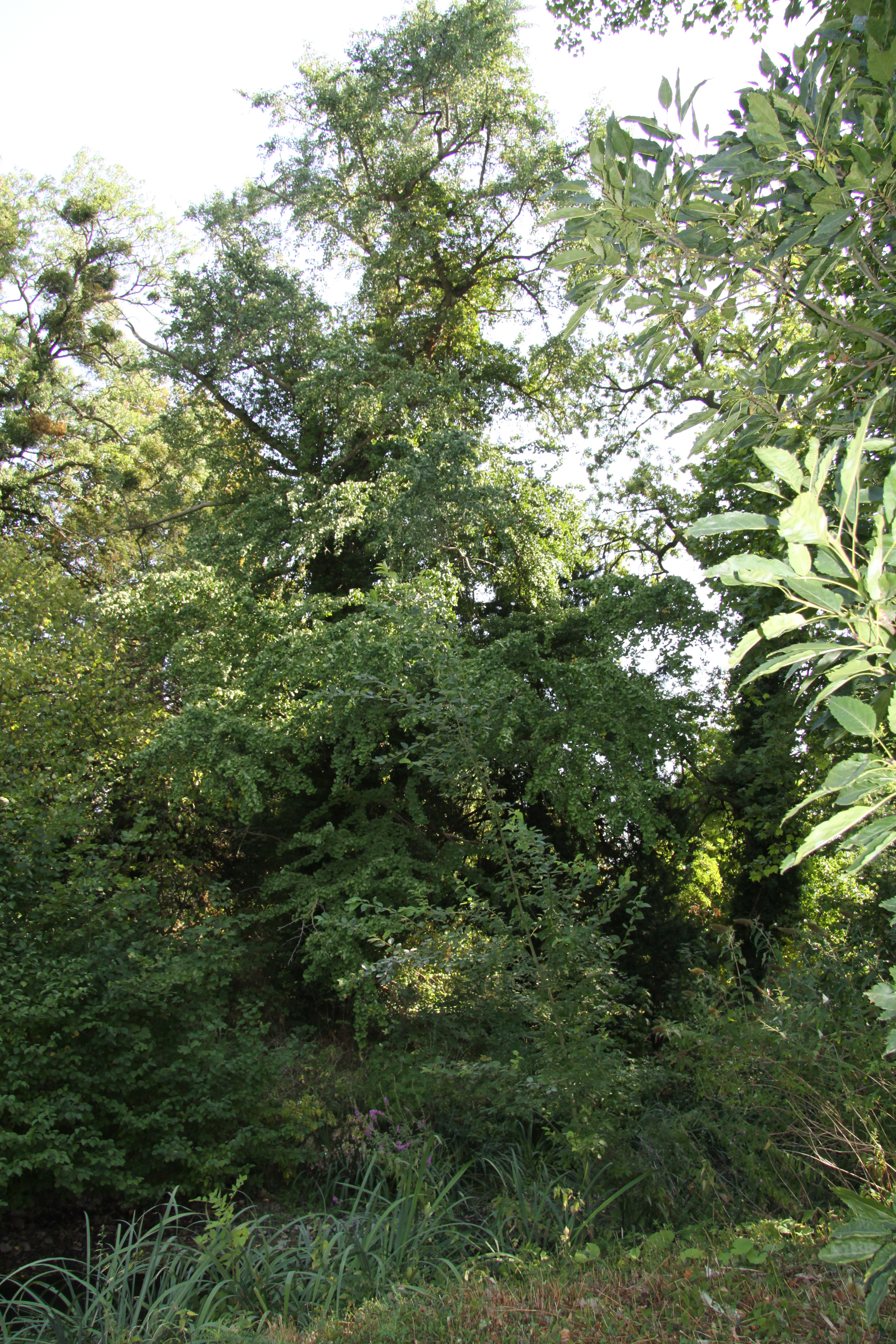
An der Brücke ist der höchste Ginkgo im Park (etwa 40 Meter hoch)
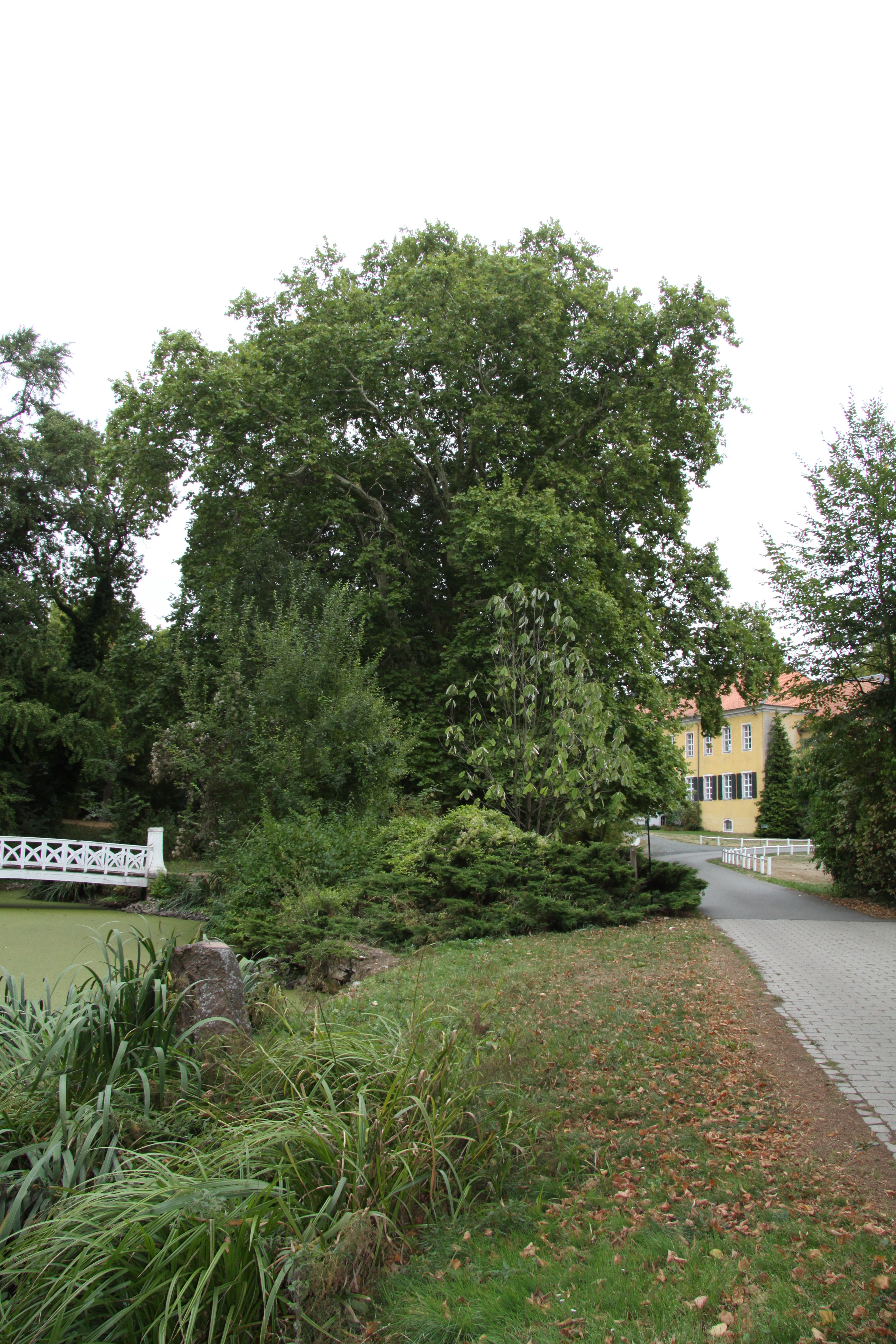
Platane am Parkeingang, rechts dahinter ist das Schloss Destedt erkennbar
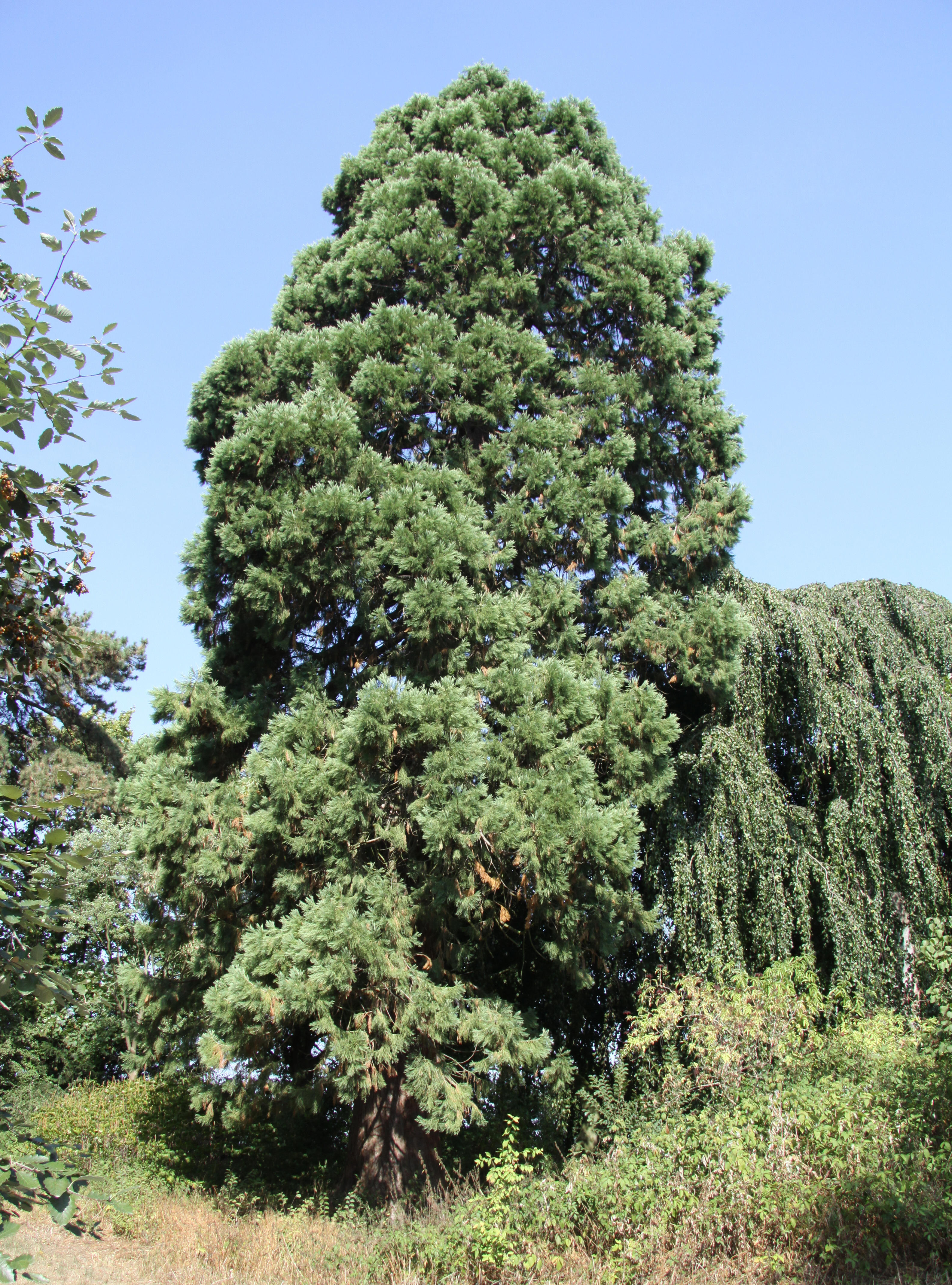
Der sogenannte „Kleine Mammutbaum“ (etwa 38 Meter hoch)
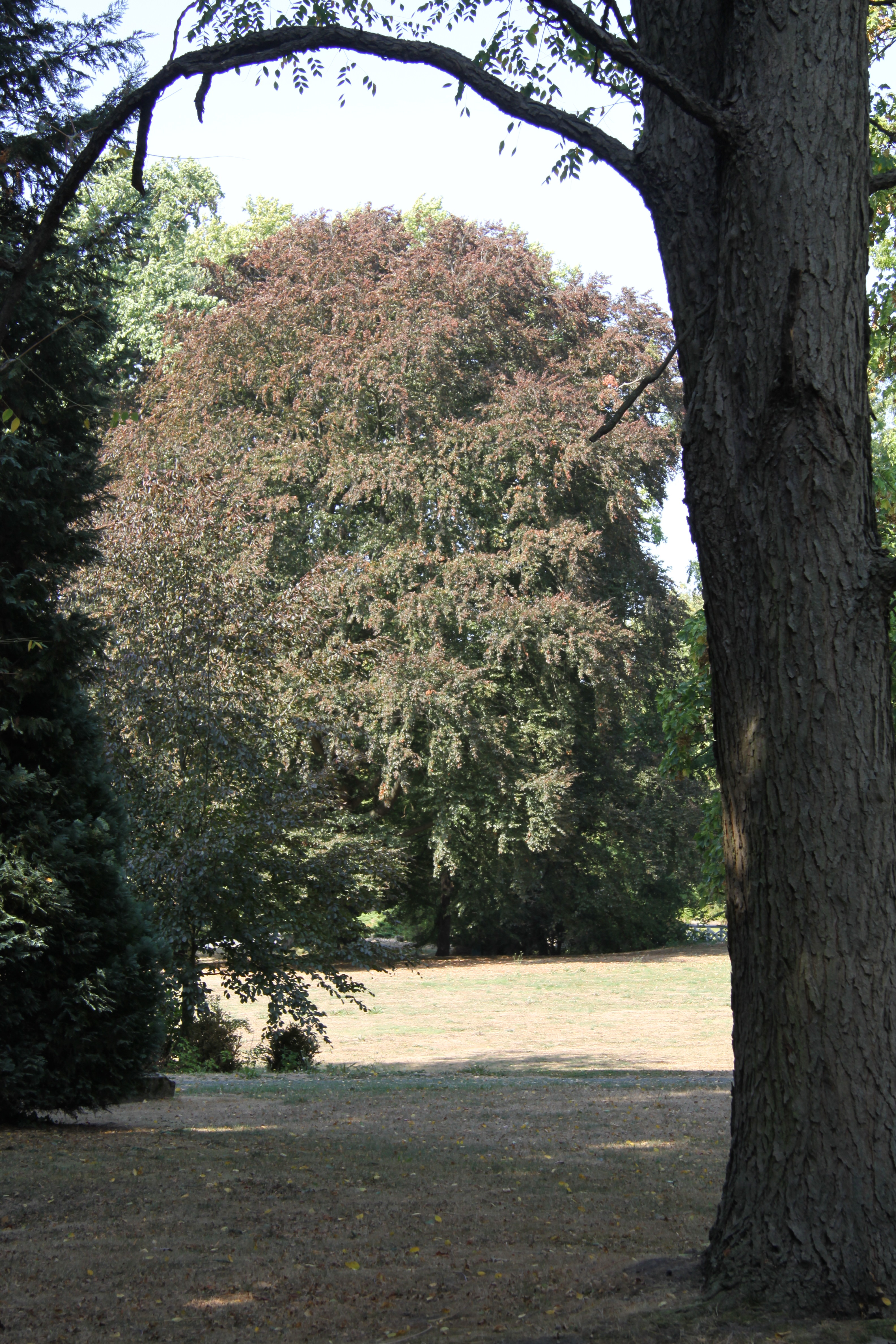
Blutbuche, die durch Trockenheit angegriffen ist (Sommer 2018)
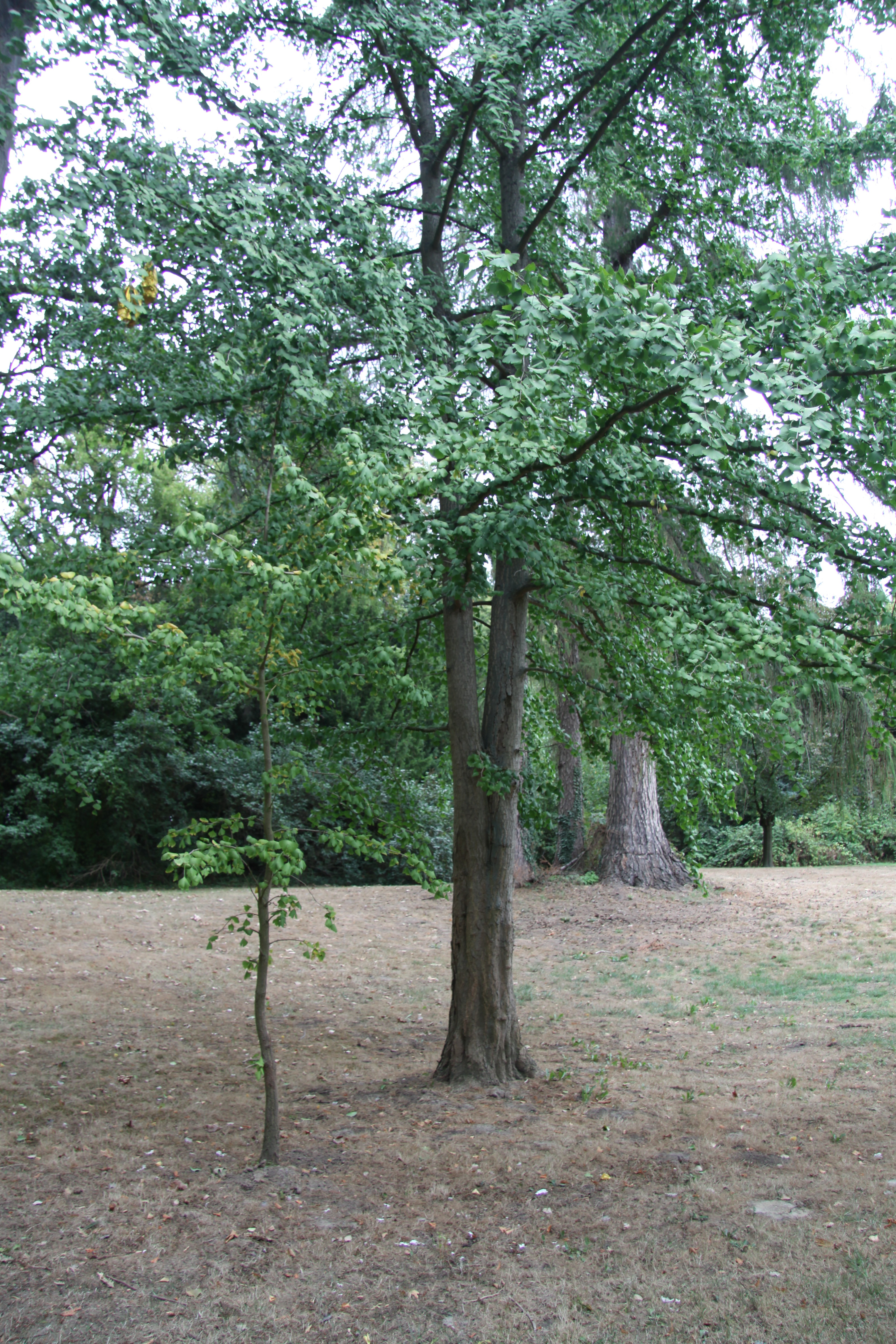
Ginkgobaum, links davor ein nachgepflanzter Ginkgo

Im Park befindet sich ein genutztes Bauwerk, das sogenannte Palmenhaus (früher Orangerie). Es gibt steinerne Ruinen, Grotten und die Urne aus Sandstein von Margarethe von Veltheim, geborene von Münchhausen. Markierte Wegsteine aus Elmkalkstein weisen durch den Park. Die Wege sind verschlungen.
Auf dem künstlich aufgeworfenen Aussichtshügel, genannt Pflaumenberg, führen steinerne Stufen bis zu einer Aussichtsplattform, auf der sich ein steinerner Tisch befand. Dieser wurde in den 1970er Jahren zerschlagen. Auf den Hügel führen steinerne Treppen an einer Grotte aus Duckstein vorbei. Den Hügel bekrönt ein Bergahorn. Alle Bäume im Süden und Osten des Hügels sollen bis zum Zweiten Weltkrieg immer wieder gekürzt worden sein, um eine Rundumsicht zu gewährleisten.

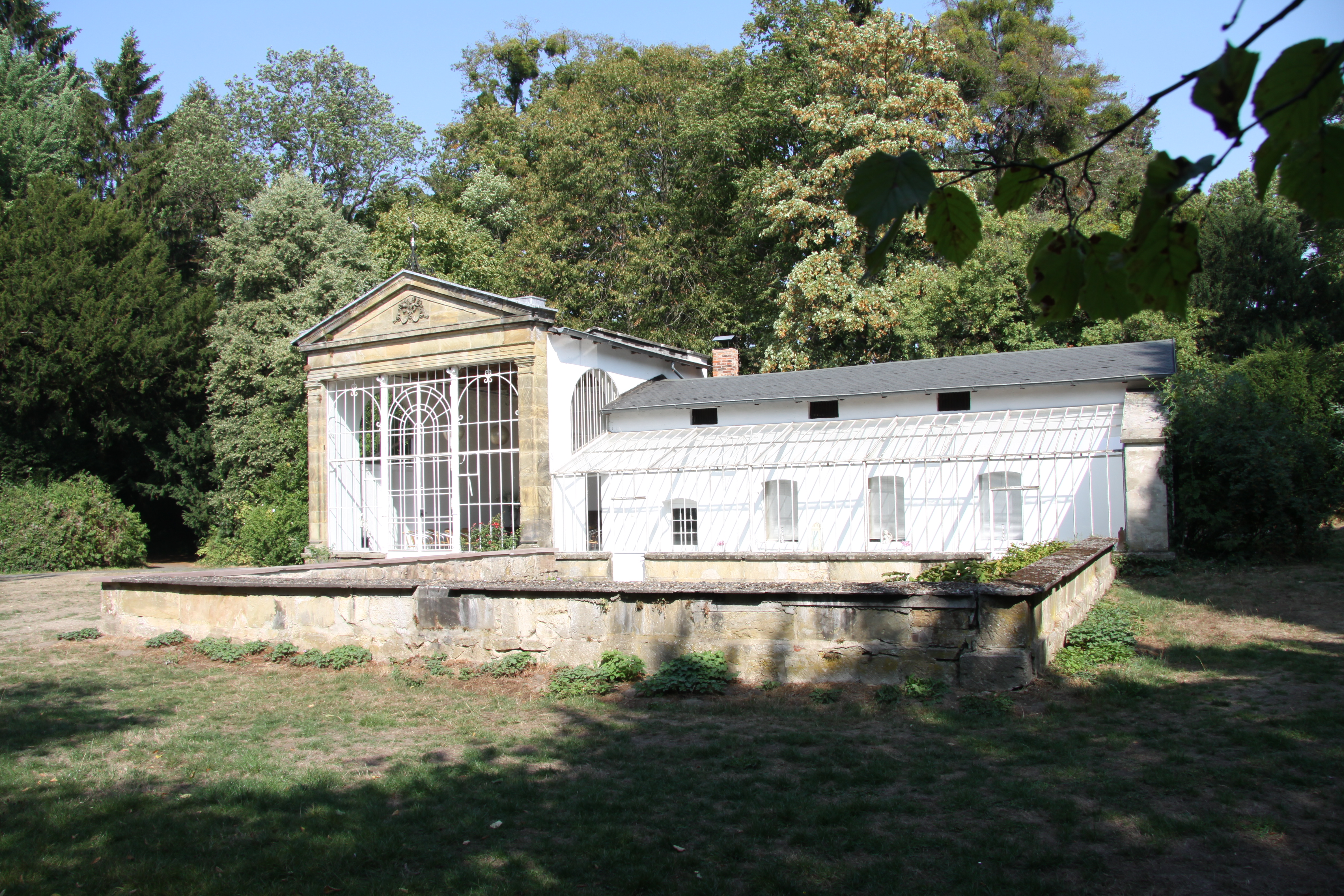
Palmenhaus
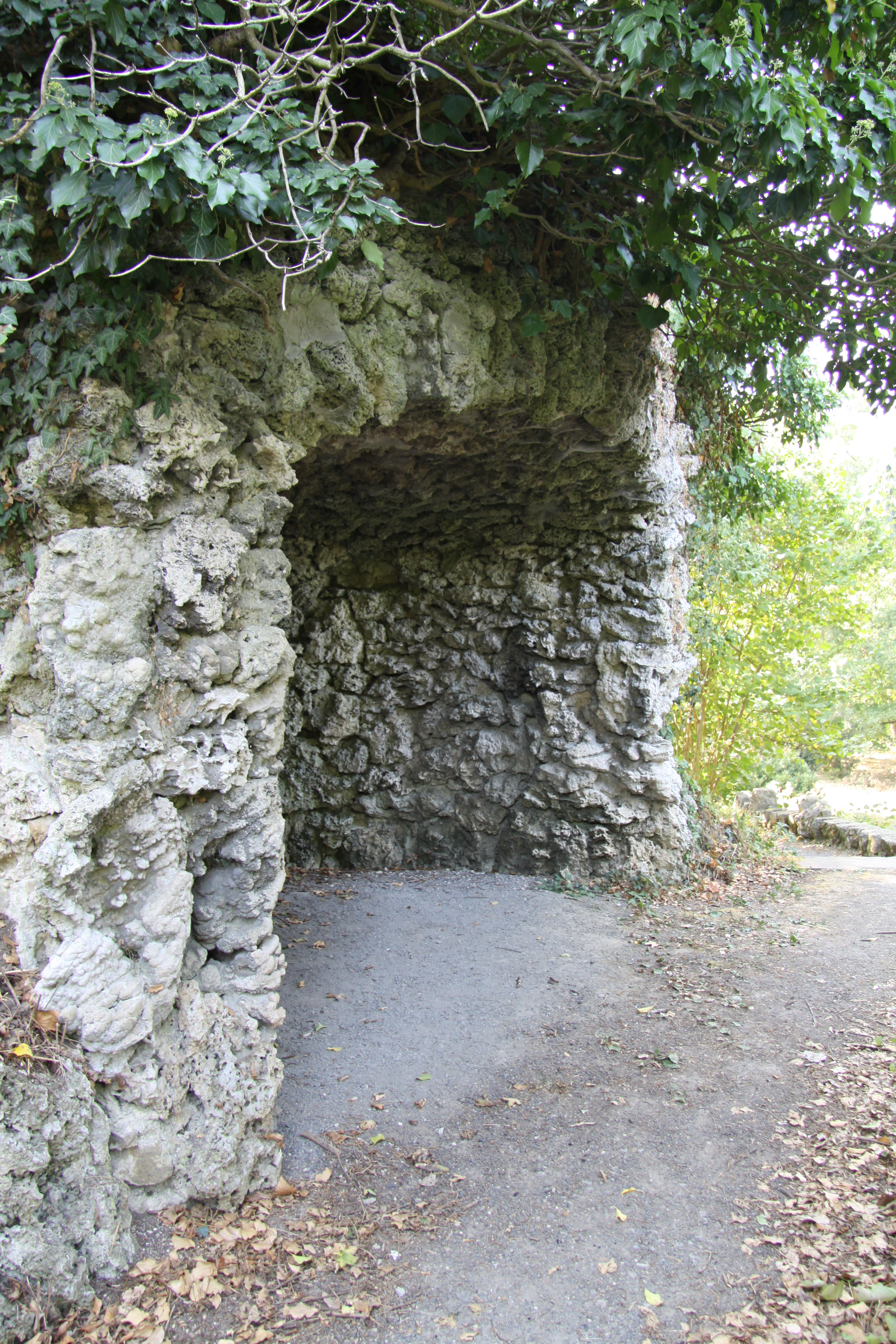
Grotte aus Duckstein auf dem Pflaumenberg
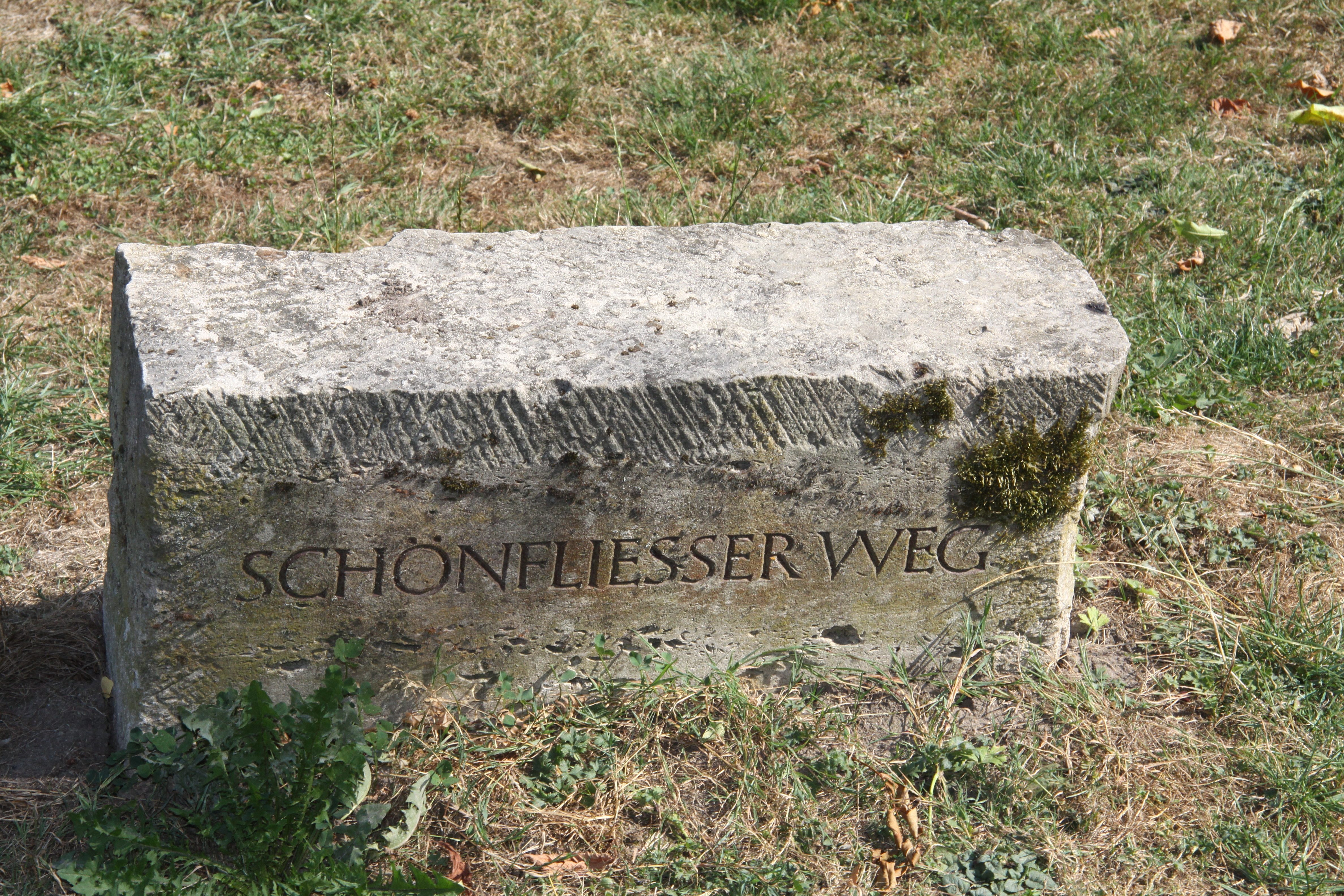
Wegstein: „Schönfliesser Weg“ aus Elmkalkstein
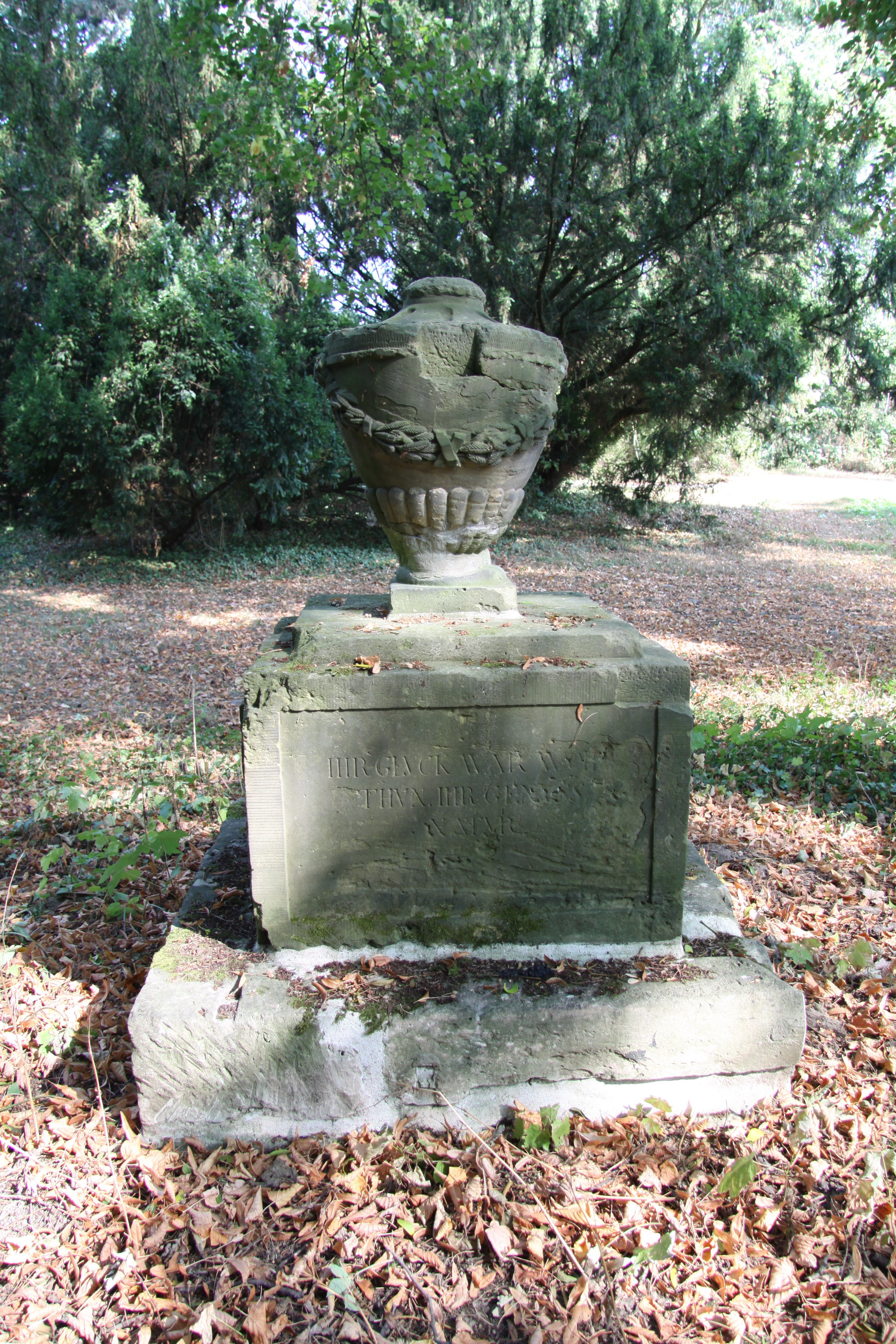
Urne mit Postament im Park aus Sandstein

## Sanierung und Pflege
Da die Bäume sehr alt sind und möglicherweise Stürmen nicht mehr standhalten, pflanzte man teilweise in unmittelbare Nähe junge Bäume, die ggf. in Jahren als Ersatz dienen könnten.
Im Jahr 2003 begannen Sanierungsmaßnahmen des frühen Gartenkunstwerks. Finanziell gefördert wird die Maßnahme durch das Land Niedersachsen, der Europäischen Union, der Niedersächsischen Gesellschaft zur Erhaltung Historischer Gärten sowie der Deutschen Bundesstiftung Umwelt und der Borek-Stiftung und Privatmitteln.